# Мухрана
Мухрана (груз. მუხრანა, азерб. Daşdıqullar) — село Болнисского муниципалитета, края Квемо-Картли республики Грузия со 100 %-ным азербайджанским населением. Находится в юго-восточной части Грузии, на территории исторической области Борчалы.

## История

### Изменение топонима
В 1990—1991 годах, в результате изменения руководством Грузии исторических топонимов населённых пунктов этнических меньшинств в регионе, название села Дашдыгуллар («азерб. Daşdıqullar») было изменено на его нынешнее название — Мухрана.

## География
Село находится на левом берегу реки Машавера, около автомобильной дороги, в 12 км от районного центра Болниси, на высоте 430 метров от уровня моря.
Граничит с селами Хидискури, Саванети, Чапала, Самтредо, Мцкнети, Рачисубани, Нахидури, Цуртави, Паризи, Хатавети, Земо-Аркевани и Квемо-Аркевани, а также с поселком Тамариси Болнисского Муниципалитета.

## Население
По данным Государственного статистического комитета Грузии, согласно официальной переписи 2002 года, численность населения села Мухрана составляет 893 человека и на 100 % состоит из азербайджанцев.

## Экономика
Население в основном занимается овцеводством, скотоводством и овощеводством.

## Достопримечательности
- Средняя школа — построена в 1924 году.[6][9]